# Virectaria salicoides
Virectaria salicoides är en måreväxtart som först beskrevs av Charles Henry Wright, och fick sitt nu gällande namn av Cornelis Eliza Bertus Bremekamp. Virectaria salicoides ingår i släktet Virectaria och familjen måreväxter. Inga underarter finns listade i Catalogue of Life.